# Missione Cluster
La Missione Cluster è una missione sviluppata dall'Agenzia Spaziale Europea per studiare la magnetosfera della Terra utilizzando quattro satelliti identici che volano in formazione tetraedrica. I primi quattro satelliti sono andati distrutti durante il lancio fallito dell'Ariane 5 avvenuto il 4 giugno 1996. I satelliti sono stati ricostruiti e mandati in orbita con un lanciatore Sojuz. La missione è stata estesa fino al 2022.

## Descrizione della missione: 4 satelliti, 4 dimensioni
La costellazione di satelliti studiano la magnetosfera che avvolge la Terra, lo scudo che devia il vento solare. Cluster FM5, FM6, FM7 e FM8 (Cluster FM1/2/3/4 sono andati distrutti durante il lancio del 1996) misurano in modo tridimensionale le interazioni tra il campo magnetico terrestre e il vento solare, misurando le variazioni e le eventuali interazioni degli oggetti stellari vicini alla Terra inclusi i fenomeni come le aurore e le scariche elettriche.
Un obiettivo della missione è il miglioramento delle previsioni del tempo nello spazio e delle interruzioni causate dal vento solare.
I satelliti sono dei cilindri (290 x 130 cm, vedi (EN)  ) con una rotazione costante di 15 giri al minuto. Le celle solari forniscono 224 Watt di potenza per gli strumenti e le comunicazioni.

### Nuovo lancio nel giugno ed agosto 2000
Il 16 giugno 2000 il lanciatore Sojuz partendo dal Cosmodromo di Baikonur lanciò in orbita due dei quattro satelliti (chiamati Salsa e Samba) nell'orbita di parcheggio. I satelliti utilizzando i propri motori si sono portati da un'orbita di 19.000 chilometri ad un'orbita di 190.000 chilometri d'altezza in 57 ore.
Tre settimane dopo il 9 agosto 2000 un altro Sojuz ha portato in orbita i due satelliti mancanti (Rumba e Tango).
I quattro satelliti si muovono in costellazione formando diverse figure geometriche per studiare le strutture magnetiche che formano la magnetosfera. Il propellente al momento del lancio rappresentava metà del peso totale.

### Costellazione alla fine del 2003
Nel dicembre 2003 i quattro satelliti formavano una struttura piramidale con lato di 200 chilometri, che nel 2005 verrà estesa per raggiungere diverse migliaia di chilometri.
L'orbita molto ellittica permette ad ogni satellite di attraversare molte regioni e quindi agli strumenti di effettuare molte misure sugli effetti magnetici come:
- Particelle cariche
- Campo magnetico ed elettrico
- Effetti tra le particelle molto energetiche del vento solare e l'atmosfera ed il campo magnetico.

## "Double Star" Cinese 2003
Alla fine del 2003 e metà del 2004 la Cina lancia la missione Double Star. Questa missione ha collaborato alla missione effettuando misure sincrone ad elevata distanza.

## Lista parziale delle scoperte

### 2002
- 9 marzo - Scoperta di vortici con una dimensione compresa tra 40.000 chilometri e 100 chilometri nel campo magnetico terrestre.
- 20 aprile - Prima misura diretta della densità di corrente negli anelli.

### 2003
- 20 maggio - Cluster osserva una 'riconnessione inversa' del campo in contemporanea con un'aurora da protoni molto luminosa osservata da IMAGE.

### 2004
- 5 aprile - Prime misurazioni inequivocabili dello spessore del Bow shock del campo magnetico.
- 20 aprile - Cluster determina la scala spaziale dei flussi di particelle ad alta velocità nella coda magnetica terrestre.

### 2005
- 4 febbraio - Osservato in tre dimensioni un evento di riconnessione magnetica del campo terrestre.
- 5 dicembre - Cluster aiuta a predire il comportamento degli "elettroni killer" intrappolati nelle Fasce di van Allen.

### 2006
- 11 gennaio - Osservata una regione di riconnessione magnetica del vento solare superiore a 2,5 milioni di km.
- 18 luglio - Osservato il cuore della regione di riconnessione nella coda magnetica.
- 20 luglio - Cluster e Double Star scoprono dei "buchi di densità" nel vento solare.

### 2007
- 21 novembre - Cluster cattura l'impatto di un'espulsione di massa coronale sulla magnetosfera terrestre.

### 2008
- 7 marzo - Solitoni trovati nella magnetopausa.
- 27 giugno - Scoperta la diffusione in uno stretto piano spaziale della radiazione aurorale in banda radio

### 2009
- 16 luglio - Cluster mostra come il vento solare viene riscaldato alla scala degli elettroni

### 2010
- 23 settembre - Cluster mostra come il vento solare viene riscaldato a scale inferiori ai protoni

### 2011
- 7 gennaio - Ridefiniti con l'aiuto dei dati di Venus Express i modelli magnetici planetari dell'ESA
- 1º febbraio - Caratterizzato il campo elettrico della regione di accelerazione aurorale terrestre, tra i 4000 e i 12.000 chilometri di altezza